# П'єдімонте-Матезе
П'єдімонте-Матезе (італ. Piedimonte Matese) — муніципалітет в Італії, у регіоні Кампанія,  провінція Казерта.
П'єдімонте-Матезе розташовані на відстані близько 170 км на схід від Рима, 60 км на північ від Неаполя, 32 км на північ від Казерти.
Населення — 11 354 особи (2014).

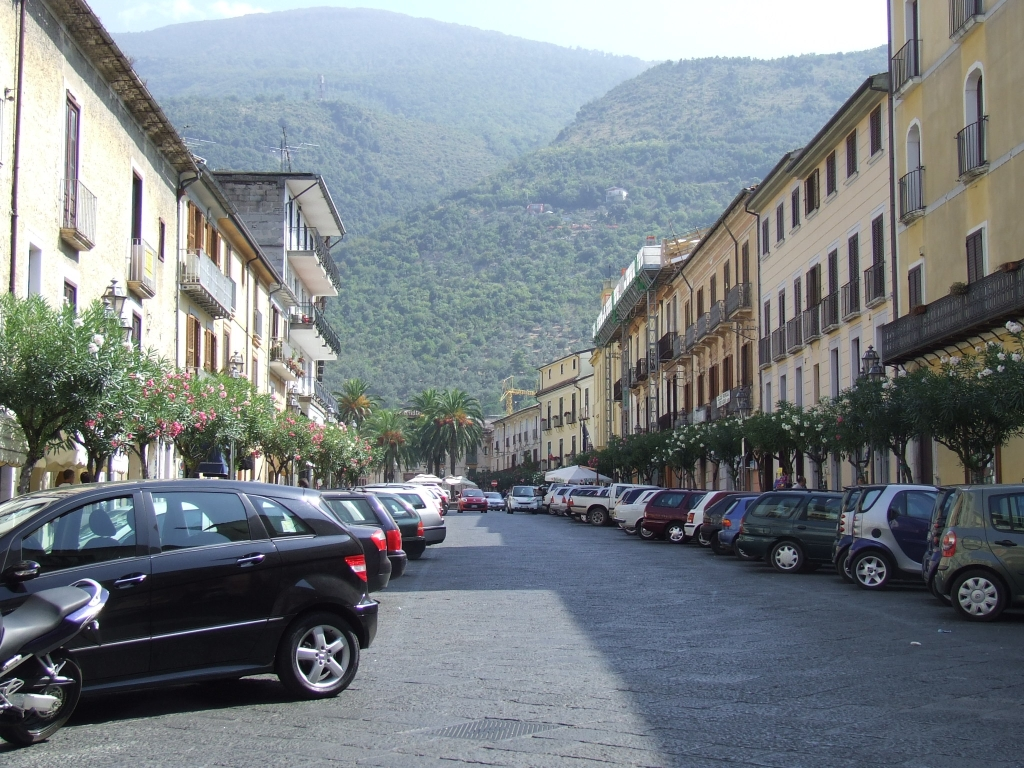
Roma Plaza

Щорічний фестиваль відбувається 2 червня. Покровитель — San Marcellino.

## Демографія
Населення за роками:

Станом на 1 січня 2023 року в муніципалітеті офіційно проживало 236 іноземців з 39 країн, серед них 100 громадян країн Євросоюзу та 50 громадян України.

## Сусідні муніципалітети
- Аліфе
- Кампок'яро
- Кастелло-дель-Матезе
- Кузано-Мутрі
- Гуардіареджа
- Сан-Грегоріо-Матезе
- Сан-Потіто-Саннітіко
- Сант'Анджело-д'Аліфе